# Kazimieras Kuzminskas
Kazimieras Kuzminskas (* 7. März 1947 in Jaskynė, Rajongemeinde Radviliškis; † 2. Mai 2023) war ein litauischer Chirurg und Politiker.

## Leben
1948 wurde er mit seinen Eltern nach Krasnojarsk vertrieben. Nach dem Abitur von 1957 bis 1966 an der Mittelschule Pociūnėliai absolvierte er 1973 das Studium der Chirurgie am Kauno medicinos institutas. Danach arbeitete er als Chirurg in Plungė, von 1979 bis 1985 in Kaunas. Von 1992 bis 1996 und von 1996 bis 2000 war er Mitglied des Seimas, ab 2003 stellvertretender Bürgermeister von Kaunas.